# Aglaia costata
Espèce
Synonymes
- Aglaia umbrina Elmer[1]

Statut de conservation UICN

 VU D2 : Vulnérable
Aglaia costata est une espèce de plantes de la famille des Meliaceae.

## Publication originale
- Philippine Journal of Science 3: 146. 1908.